# Obús de 155 mm Modelo 50
El Modelo 50 de 155 mm u OB-155-50 BF fue un obús de 155 mm y 30 calibres, desarrollado por Francia durante la Guerra Fría. Aún seguía en uso en algunos países en los años 90. Tiene un alcance efectivo de 18 km. Dispone de 4 ruedas para su transporte, que ha de ser remolcado.

## Operadores
- Francia: Ejército de Francia, reemplazado por el TRF1.
- Israel: reemplazado por el Soltam M-68 y el Soltam M-71.
- Líbano: Fuerzas Armadas del Líbano
- Suecia: reemplazado por el Haubits 77.

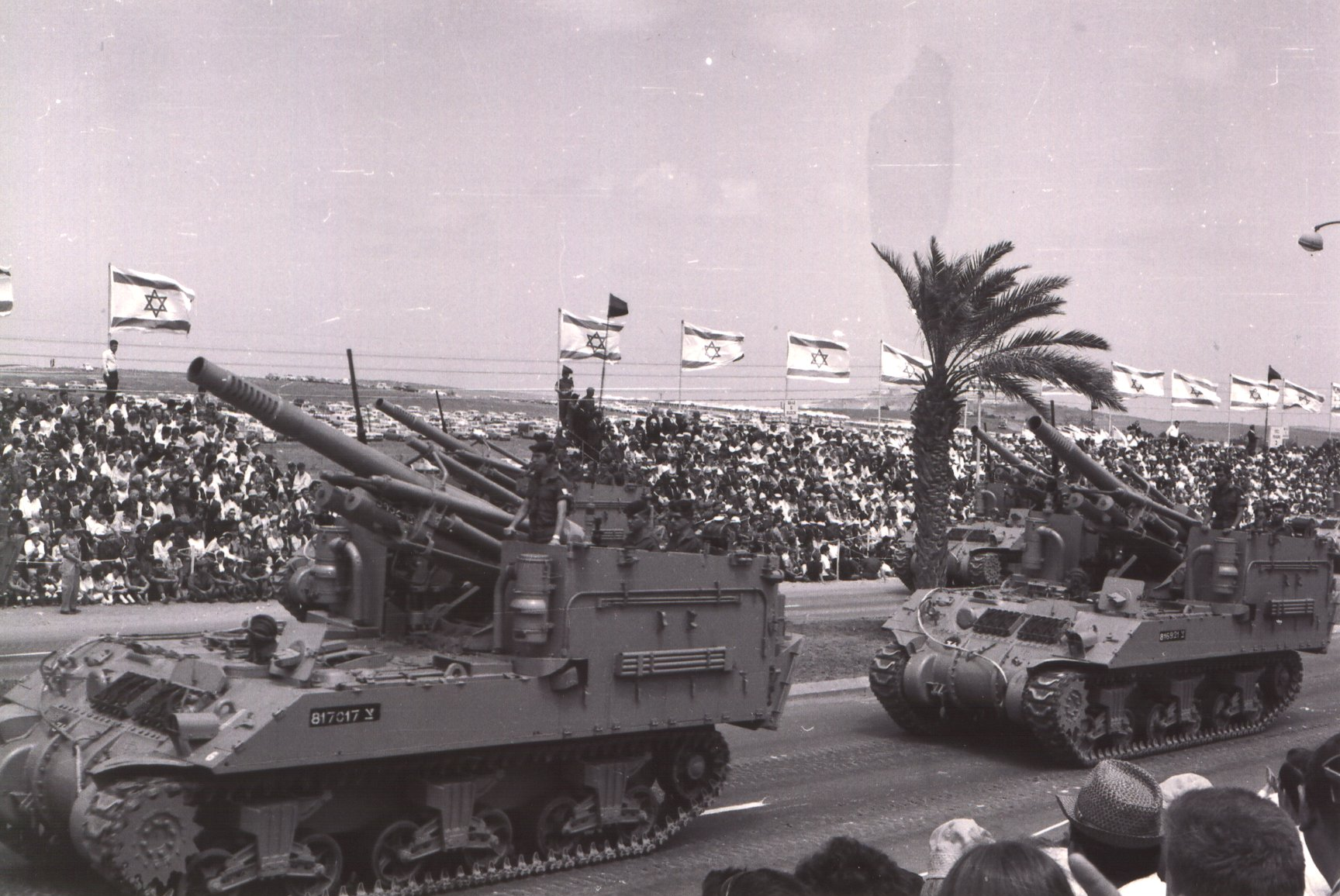
Obús autopropulsado de 155 mm M-50 de la Fuerzas de Defensa de Israel.

- Suiza
- Siria
- Perú